# Super Rhino
Super Rhino è un cortometraggio d'animazione del 2009 diretto da Nathan Greno.
Cortometraggio prodotto dalla Walt Disney Animation Studios, realizzato in CGI, e tratto dal film Bolt - Un eroe a quattro zampe, sui cui DVD e BD è distribuito.
Nel corto sono presenti personaggi principali del film Bolt: il criceto Rhino, il cane Bolt, la gatta Mittens, la ragazzina Penny e suo padre, e il Dottor Calico. Tutti i suddetti personaggi hanno le voci originali del film, tranne il cane Bolt, il cui doppiatore originale John Travolta non ha lavorato al cortometraggio.

## Trama
Il criceto Rhino sogna di essere finalmente l'eroe in un episodio del telefilm di cui Bolt e Penny sono protagonisti. Con i suoi superpoteri riesce a difendersi dagli attacchi del malvagio Dottor Calico e sconfiggerlo, salvando i suoi amici.